# Iwan Grigorow (Schauspieler)
Iwan Wiktorow Grigorow (bulgarisch Иван Викторов Григоров; * 20. Juni 1944 in Komoschtiza, Bulgarien; † 4. Juli 2013) war ein bulgarischer Schauspieler.

## Leben
Iwan Grigorow beendete 1971 sein Schauspielstudium an der Nationalen Akademie für Theater- und Filmkunst „Krastjo Sarafow“. Nach kurzen Gastspielen an Theatern in Widin und Pasardschik sowie am Theater „Sofia“ verbrachte er fast seine komplette Theaterkarriere am Satirischen Theater „Aleko Konstantinow“. Parallel dazu spielte er seit seinem Abschluss in über 40 bulgarischen Filmen mit, darunter in An der Donau auf dem Trockenen, Die Braut mit den schönsten Augen und König für einen Tag.

## Filmografie (Auswahl)
- 1972: Hilfe, meine Nerven! (Тихият беглец)
- 1973: ...und der Tag kam (И дойде денят)
- 1973: Wie ein Lied (Като песен)
- 1974: Das Double (Дубльорът)
- 1975: An der Donau auf dem Trockenen (Силна вода)
- 1975: Ein unvergeßlicher Tag (Незабравимият ден)
- 1976: Brüderchen (Войникът от обоза)
- 1976: Erinnerungen an einen Zwilling (Спомен за близначката)
- 1977: Es gibt nur eine Erde (Слънчев удар)
- 1978: Die Braut mit den schönsten Augen (Годеницата с най-красивите очи)
- 1979: Die Drei vom Meer (Тримата от морето'Brüderchen)
- 1982: Des Teufels Waffe (Дяволското оръжие)
- 1983: König für einen Tag (Господин за един ден)
- 1984: Der Damm (Стената)
- 1985: Manöver im 5. Stock (Маневри на петия етаж)
- 1987: Die 13. Braut des Prinzen (13та годеница на принца)
- 1988: Vergiß es, wenn du kannst (Ако можеш, забрави)
- 1989: Iwan und Alexandra (Иван и Александра)
- 1993: Der Tag der Vergebung (Сирна неделя)